# قائمة الأفلام المصرية سنة 1992
هذه قائمة بالأفلام المصرية لسنة 1992 مرتبة أبجديا

## 1992
- أيس كريم في جليم
- الإرهاب والكباب
- إلا ابنتي
- امرأة آيلة للسقوط
- المتهمة
- دماء على الأسفلت
- ضد الحكومة
- عيون الصقر
- موعد مع الذئاب